# Sudova Vyšňa
Sudova Vyšňa (ukrajinsky Судова Вишня, rusky Судовая Вишня – Sudovaja Višňa, polsky Sądowa Wisznia) je město ve Lvovské oblasti na Ukrajině. K roku 2019 v ní žilo přes šest tisíc obyvatel.

## Poloha a doprava
Sudova Vyšňa leží na řece Vyšně, přítoku Sanu v povodí Visly. Od Lvova, správního střediska oblasti, je Sudova Vyšňa vzdálena přibližně padesát kilometrů západně.
Přes město prochází Evropská silnice E40.

## Dějiny
První zmínka je z roku 1230. Od roku 1368 je městem. V rámci Polsko-litevské unie v letech 1340–1722 patřila Sudova Vyšňa do Ruského vojvodství. Pak patřila do rakouské Haliče. V meziválečném období patřila do Lvovského vojvodství druhé Polské republiky.

### Rodáci
- Ivan Vyšenskyj (1550–1620), mnich